# Nieuw-Zeelandse Sub-Antarctische eilanden
De Nieuw-Zeelandse Sub-Antarctische eilanden zijn die Sub-Antarctische eilanden die deel uitmaken van Nieuw-Zeeland.
Het betreft de groepering van:
- Antipodeneilanden
- Aucklandeilanden
- Bountyeilanden
- Campbelleiland
- Snareseilanden

De eilanden werden in 1998 tijdens de 22e sessie door de Commissie voor het Werelderfgoed erkend als werelderfgoed. Dit natuurerfgoed maakt sinds dat jaar deel uit van de werelderfgoedlijst.